# Епархия Меневии

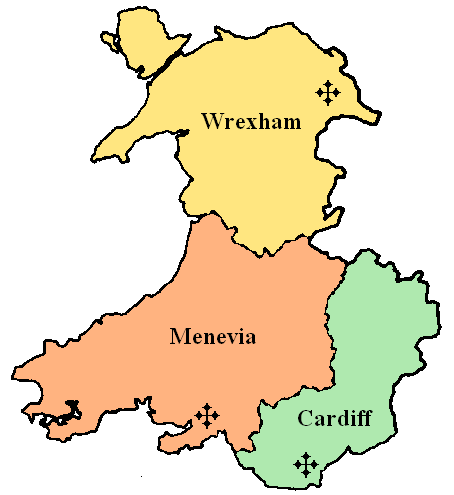
Карта епархии Меневии

Епархия Меневии — римско-католический диоцез с центром в городе Суонси на юге-западе Уэльса. Епархия Меневии входит в митрополию Кардиффа. Кафедральным собором епархии Меневии является церковь святого Иосифа в городе Суонси. В настоящий момент кафедру епархии Меневии занимает Томас Бёрнс, 11-й епископ Меневии, который сменил Джона Джабале, вышедшего на пенсию 16 октября 2008 года.

## История
29 сентября 1850 года папа Пий IX издал бреве Universalis Ecclesiae, которым учредил епархию Ньюпорта и Меневии. Первоначально епархия Ньюпорта и Меневии входила в митрополию Вестминстера.
В 1895 году к епархии Ньюпорта и Меневии была присоединена часть территории епархии Шрусбери и территория упразднённого апостольского викариата Уэльса. 12 мая 1898 года епархия Ньюпорта и Меневии была переименована в епархию Меневии. Название «Меневия» выбрано для названия епархии во избежание путаницы, так как епархией Суонси в настоящий момент называется епархия англиканской церкви. Название епархии происходит от древнего селения Хенвинив (лат. Vetus Menevia), где по предания родился уэльский святой Давид Валлийский.
28 октября 1911 года епархия Меневии вошла в митрополию Бирмингема.

## Статистика
Площадь епархии Меневии составляет 9,716 км² и включает графства: Брекнокшир, Кередигион, Кармартеншир, Пембрукшир и Радноршир. Епархия насчитывает 60 приходов.

## Ординарии епархии
- епископ Фрэнсис Мостин (4.07.1895 — 7.03.1921) — назначен архиепископом Кардиффа;
- епископ Фрэнсис Джон Вон (21.06.1926 — 13.03.1935);
- епископ Майкл Джозеф Макгрейт (10.08.1935 — 20.06.1940) — назначен архиепископом Кардиффа;
- епископ Дэниел Джозеф Хэннон (15.03.1941 — 26.04.1946);
- епископ Джон Эдвард Петит (8.02.1947 — 16.06.1972);
- епископ Лангтон Дуглас Фокс (16.06.1972 — 5.02.1981);
- епископ Джон Алозиус Уард (5.02.1981 — 25.03.1983) — назначен архиепископом Кардиффа;
- епископ Джеймс Ханниган (13.10.1983 — 12.02.1987) — назначен епископом Рексема;
- епископ Дэниел Джозеф Маллинз (12.02.1987 — 12.06.2001);
- епископ Джон Марк Джабале (12.06.2001 — 16.10.2008);
- епископ Томас Мэттью Бёрнс (16.10.2008 — 11.07.2019).